# روسكو إنجل
روسكو إنجل (بالإنجليزية: Roscoe Engel)‏ هو منافس ألعاب قوى جنوب أفريقي، ولد في 6 مارس 1989.

## وصلات خارجية
- روسكو إنجل على موقع الاتحاد الدولي لألعاب القوى (الإنجليزية)